# Marion Powilleit
Marion Powilleit  (* 14. Januar 1988) ist eine deutsche Basketballspielerin. Sie stand beim BC Marburg im erweiterten Kader des Bundesligateams und spielte zusätzlich im Regionalligateam des BC Marburg. Bei der Saisoneröffnung am 20./21. Oktober 2007 stand sie in den Partien gegen Chemnitz und Wasserburg erstmals im Bundesliga-Kader. Am 11. November 2007 hatte sie beim 87:56-Sieg des BC Marburg gegen den Herner TC ihren ersten Bundesligaeinsatz und erzielte dort ihre ersten Punkte. 2008 wechselte sie nach Berlin zu City Basket Berlin. Von dort ging sie zum ASV Moabit Berlin und später zum TuS Lichterfelde. Dort spielt sie in der 2. DBBL.
Die 1,88 m große Athletin ist zudem Hessische Meisterin der A-Jugend im Diskuswurf 2007.